# Sirat al-Zahir Baibars

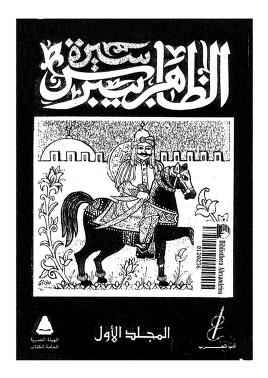
Portada de una edición del Sirat al-Zahir Baibars.

El Sirat al-Zahir Baibars (La vida del sultán Baibars) es un extenso poema épico egipcio que narra la vida y logros heroicos del sultán mameluco al-Malik al-Zahir Rukn al-Din Baibars al-Bunduqdari.

## Características literarias
El poema presenta imágenes románticas de valientes caballeros, soldados y exploradores. Por ejemplo, al contar la historia de los ismaelitas sirios del período mameluco los Banu Isma'il, descendientes de Alí, son representados como el arquetipo del honor y la justicia. Las mujeres miembros de la comunidad como Shamsa también aparecen en el relato mameluco. Aquí, los Banu Isma'il se encargan de tareas especiales como rescatar a Baibars de los piratas genoveses.